# 菅野浩司
菅野 浩司（すがの ひろし、1966年12月9日 - ）は、日本の俳優。本名同じ。山形県出身。オフィス斬所属。血液型はA型、身長は173cm。
山形大学附属中学校、日本大学山形高等学校を経て、日本大学生産工学部卒業。サラリーマンだったが、丹波道場所属からNHK大河ドラマ出演をきっかけに俳優となる。

## 出演

### テレビドラマ
- 西村京太郎サスペンス 十津川警部シリーズ41 寝台特急殺人事件
- 鉄道捜査官 山形鉄道フラワー長井線、狙われた終着駅!
- はぐれ刑事純情派
- カミさんの悪口
- 渡る世間は鬼ばかり
- 夏の嵐!
- 翔ぶが如く
- 智恵子と光太郎 極北の愛
- 信長 KING OF ZIPANGU - 黒谷の良吉役
- 火曜サスペンス 深夜の偶然 - 西田サトル役
- ヒューマンスペシャル ばいばいフヒタ
- いとこ同志
- はだかの刑事
- 出逢った頃の君でいて - レギュラー
- 好きやねん
- ザ・シェフ
- 十年愛
- 僕が彼女に、借金をした理由。
- カミさんの悪口1・2 - レギュラー
- 私の運命
- 長男の嫁2
- 真昼の月
- 協奏曲
- 男なんてこんなもの
- 君といた夏（1994年、フジテレビ）
- 特救指令ソルブレイン
- 特捜エクシードラフト
- 金曜エンターテイメント 釣りデカ事件簿 海の密室
- さすらい刑事旅情編
- ちゃんネプ - レギュラー
- 西村京太郎トラベルミステリー45 トワイライトエクスプレス殺人事件

### 映画
- あぶない刑事リターンズ
- 天河伝説殺人事件
- おろしや国酔夢譚